# U 48 (U-Boot, 1916)
U 48 war ein dieselelektrisches U-Boot der deutschen Kaiserlichen Marine, das im Ersten Weltkrieg zum Einsatz kam.

## Einsätze
U 48 lief am 3. Oktober 1915 bei der Kaiserlichen Werft in Danzig vom Stapel und wurde am 22. April 1916 in Dienst gestellt. Kommandanten des U-Bootes waren Berndt Buß (22. April 1916 – 9. März 1917 (†)), Hinrich Hermann Hashagen (10. – 16. März 1917) und Karl Edeling (17. März – 24. November 1917 (†)).
U 48 führte während des Ersten Weltkriegs acht Feindfahrten im östlichen Nordatlantik sowie in der Barentssee durch. Dabei wurden insgesamt 34 Handelsschiffe der Entente und neutraler Staaten mit einer Gesamttonnage von 103.552 BRT versenkt. Darunter war das britische Passagierschiff Minnehaha mit 13.443 BRT, das am 7. September 1917 südlich von Irland versenkt wurde. Dabei kamen 43 Besatzungsmitglieder ums Leben. Zum Zeitpunkt des Untergangs befanden sich keine Passagiere an Bord.
Wenige Monate vor der letzten Feindfahrt war das U-Boot im Einsatz im Ärmelkanal und versenkte einen britischen Munitionsdampfer. Dabei geriet das tauchende U 48 unter den sinkenden Dampfer, verlor im Turm den Kapitän Buß und den 1. Offizier und sank in knapp 90 Meter Wassertiefe auf Grund. Nach 24 Stunden gelang es der Mannschaft unter Führung des 2. Offiziers, Hinrich Hermann Hashagen, mit der letzten Pressluft aufzusteigen und das schwer beschädigte Boot nach Wilhelmshaven zu bringen. Der kommandierende 2. Offizier Hashagen erhielt ein neues Kommando auf einem anderen U-Boot. U 48 wurde repariert und wieder auf Feindfahrt geschickt.

## Verbleib
Am 23. November 1917 befand sich U 48 auf Feindfahrt in die Straße von Dover. Kapitänleutnant Karl Edeling wollte jedoch aufgrund des ungewöhnlich hellen Mondlichtes umkehren. Dabei kam er nördlich der Goodwin Sands in eine Netzsperre und lief auf Grund. Am folgenden Tag wurde das gestrandete U-Boot von einer Gruppe Patrouillenboote gesichtet. Es waren die Boote Paramount, Majesty, Present Help, Feasible, Acceptable und Claud Hamilton. Die Schiffe eröffneten das Feuer, das von U 48 mit dem Deckgeschütz erwidert wurde. Als sich zusätzlich der Zerstörer Gypsy näherte, wurde das U-Boot durch die eigene Besatzung gesprengt. Die Überlebenden, 22 U-Boot-Fahrer, ergaben sich der britischen Marine. Der Kommandant Edeling befand sich unter den Gefallenen. Die Selbstsprengung ereignete sich etwa auf folgender Position: 51° 11′ N, 1° 31′ O. Das Wrack wurde nicht gehoben. Es ist aber infolge der Wanderung der Sandbank bei Ebbe zeitweise sichtbar.
Anfang der 1970er erschien der Turm des U-Bootes kurzzeitig bei Ebbe vor Ramsgate (Bild berichtete). Wenige Tage später versank das Wrack wieder vollständig im Sand/Schlick.